# Puccinia triseticola
Puccinia triseticola ist eine Ständerpilzart aus der Ordnung der Rostpilze (Pucciniales). Der Pilz ist ein Endoparasit des Goldhafers Trisetum sibiricum. Symptome des Befalls durch die Art sind Rostflecken und Pusteln auf den Blattoberflächen der Wirtspflanzen. Sie ist im Fernen Osten beheimatet.

## Merkmale

### Makroskopische Merkmale
Puccinia triseticola ist mit bloßem Auge nur anhand der auf der Oberfläche des Wirtes hervortretenden Sporenlager zu erkennen. Sie wachsen in Nestern, die als gelbliche bis braune Flecken und Pusteln auf den Blattoberflächen erscheinen.

### Mikroskopische Merkmale
Das Myzel von Puccinia triseticola wächst wie bei allen Puccinia-Arten interzellulär und bildet Saugfäden, die in das Speichergewebe des Wirtes wachsen. Aecien oder Spermogonien der Art sind nicht bekannt. Die gelblichen Uredien der Art wachsen für gewöhnlich oberseitig auf den Blättern der Wirtspflanze. Ihre gelben Uredosporen sind annähernd kugelig bis ellipsoid, 19–22 × 16–17,5 µm groß und fein stachelwarzig. Die zumeist blattunterseitig wachsenden Telien sind schwarzbraun, früh unbedeckt und kompakt. Die Teliosporen sind zweizellig, in der Regel keulig bis subzylindrisch und 35–48,5 × 13,5–18 µm groß; ihr Stiel kurz.

## Verbreitung
Das bekannte Verbreitungsgebiet von Puccinia triseticola umfasst das fernöstliche Russland.

## Ökologie
Die Wirtspflanze von Puccinia triseticola ist der Goldhafer Trisetum sibiricum. Der Pilz ernährt sich von den im Speichergewebe der Pflanzen vorhandenen Nährstoffen, seine Sporenlager brechen später durch die Blattoberfläche und setzen Sporen frei. Die Art verfügt über einen Entwicklungszyklus, von dem bislang lediglich Telien und Uredien sowie deren Wirt bekannt sind; Spermogonien und Aecien konnten dem Pilz nicht zugeordnet werden. Kulturexperimente deuten darauf hin, dass die Christophskräuter Actaea pachypoda (früher A. alba) und A. dahurica die Haplontenwirte der Art sein könnten.